# José Horacio Lugo
José Horacio Lugo (Buenos Aires, Argentina, 27 de mayo de 1966) es un exfutbolista argentino, que jugó como delantero y militó en diversos clubes de Argentina, Chile, El Salvador y Guatemala.

## Biografía
Se inició en el club Chacarita Juniors, debutando en el año 1985, precisamente en el mismo club.

## Clubes
| Club                | País        | Año       |
| ------------------- | ----------- | --------- |
| Chacarita Juniors   | Argentina   | 1985-1988 |
| Atlético Tucumán    | Argentina   | 1989      |
| Chacarita Juniors   | Argentina   | 1990      |
| Los Andes           | Argentina   | 1991-1992 |
| Deportes Concepción | Chile       | 1992      |
| Palestino           | Chile       | 1993-1994 |
| Deportes Concepción | Chile       | 1995      |
| Alianza             | El Salvador | 1996-1997 |
| Aurora              | Guatemala   | 1998      |
| Zacapa              | Guatemala   | 1999      |
| Alianza             | El Salvador | 2000      |
| Zacapa              | Guatemala   | 2001      |